# Cipadessa baccifera
Cipadessa baccifera är en tvåhjärtbladig växtart som först beskrevs av Albrecht Wilhelm Roth, och fick sitt nu gällande namn av Friedrich Anton Wilhelm Miquel. Cipadessa baccifera ingår i släktet Cipadessa och familjen Meliaceae. Inga underarter finns listade i Catalogue of Life.